# Natalia Kills
Teddy Sinclair, född Natalia Noemi Keery-Fisher 15 augusti 1986, och tidigare känd under artistnamnen Natalia Kills, Natalia Cappuccini och Verbalicious, är en engelsk sångerska, skådespelare och låtskrivare. Hon är uppväxt i Bradford och Leeds i West Yorkshire. 

## Karriären

### Före genombrottet
Kills slog igenom som skådespelare i flera tv-serier och filmer som ung, bland annat All about me, Coronation Street och No Angels. 
Under 2003 skrev hon som rappare kontrakt med skivbolaget Adventures in Music och då gav hon ut sin första singel Don't Play Nice i mars 2005, men skivkontraktet tog slut senare det året. I början av 2008 låg hon etta på Myspace under osignerade artister där hon hade två demos, Swaggeriffic och Shopaholic. Bloggaren Perez Hilton lade då märke till henne och låtarna och skrev inlägg om dem.
I maj 2008 upptäckte artisten och skivbolagsägaren will.i.am Kills (då Natalia Cappuccini)  och hon skrev kontrakt med Interscope Records/Cherrytree Records. Hon blev upptäckt genom EP:n Wommanequin.

### 2010–2014 Perfectionist, Trouble och äktenskap
2010 släppte hon sin första singel "Activate my heart" under sitt nya artistnamn Natalia Kills. April 2011 släppte Kills sitt album "Perfectionist" tillsammans med singeln "Mirrors". Låten och albumet blev en hit i både USA och Europa vilket ledde till att hon fick öppna upp konserter för bland annat Kelis, Robyn, Kesha, Katy Perry och Black Eyed Peas. Hennes singel "Free" där will.i.am gästar sålde över 750 000 exemplar. Kills gästade LMFAO's singel "Champagne Showers" och Junior Caldera singel "Lights Out (Go Crazy)".
Den 14 september 2012 släppte Kills en video för sin låt "Controversy" för att marknadsföra sitt nya album "Trouble". Albumet fokuserades på henne problematiska barndom. På efterfesten för MTV Music Awards 2013 uppträdde hon flera av hennes nya låter live för första gången. Två dagar senare släppte hon låten "Outta time" gratis till hennes fans via skivbolaget Polydor Records nyhetsbrev. Den 3 september 2013 släpptes hela hennes album online och blev uppmärksammat av bland annat Madonna, som Natalia Kills sedan dess jobbat med som låtskrivare. 
Den 23 maj 2014 gifte sig Kills med sin pojkvän och kollega Willy Moon i New York.

### 2015 och framåt
Kills och hennes make blev inbjudna att bli del av juryn för TV-programmet The X Factor i New Zealand. Under en direktsändning skapade paret en kontroversiell mediastorm när de gav en av deltagarna hård kritik. Kills och hennes man blev därefter sparkade från The X Factor NZ.
Kort efter detta gick Kills ut i en intervju med Billboard att hon inte längre är signad hos Cherrytree Records. Kills avslutade sitt kontrakt med skivbolaget innan hon var med i X Factor och är fortfarande signad till Interscope Records.
I juli 2015 meddelade hon att hon nu kommer skapa musik under sitt riktiga namn, Teddy Sinclair. Efternamnet Sinclair tog hon som gift och förnamnet Teddy bytte hon till då det är ett smeknamn hon haft sen barnsben. 
Sinclair arbetade med Madonna och skrev låten Holy water till hennes album Rebel Heart.
2015 var hennes låt Problem med i soundtracket för filmen Pitch Perfect 2 som hamnade etta på Billboards albumlista och vann pris på American Music Award.  Problem var även med i filmen Familjetrippen.
Sinclair skrev låten "Kiss it better" åt vännen Rihanna för hennes åttonde album "ANTI". 
I början på 2016 startade Sinclair ett band vid namn Cruel Youth med Lauren Stockner och Tïna Hanäé. Deras första låt "Mr. Watson" släpptes på Soundcloud och fick över 200 000 spelningar på mindre än en vecka. Kort därefter släppte de sin andra singel "Diamond Days" och EP +30mg. Låten "Hatefuck" fick över en miljon streams på bara några dagar.

## Diskografi

### Album
- 2011 – Perfectionist
- 2013 – Trouble

### Singlar
- 2005 – Don't Play Nice (Verbalicious)
- 2008 - Body Body Language (Natalia Cappuccini)
- 2010 - Activate my heart
- 2010 – Mirrors
- 2011 – Wonderland
- 2011 – Free (featuring will.i.am)
- 2012 – Kill My Boyfriend
- 2013 – Problem
- 2013 - Saturday night
- 2014 - Trouble
- 2016 - Mr Watson (Cruel Youth)
- 2016 - Diamond Days (Cruel Youth)

## Filmografi
| År      | Titel                      | Roll           | Notering                                |
| ------- | -------------------------- | -------------- | --------------------------------------- |
| 1995    | New Voices                 | Pearl          | Avsnitt: "The Treasure of Zavimbi"      |
| 2002–04 | All About Me               | Sima           | Huvudroll                               |
| 2003    | Casualty                   | Samina Khan    | Avsnitt: "Stuck in the Middle with You" |
| 2003    | Coronation Street          | Laura Mangen   | 2 avsnitt                               |
| 2004    | Doctors                    | Hazel Perry    | Avsnitt: "A Decisive Moment"            |
| 2004    | Blue Murder                | Anisa Khan     | Avsnitt: "Fragile Relations"            |
| 2005    | No Angels                  | Sujata         | Säsong 2, avsnitt 7                     |
| 2006    | Silent Witness             | Kelly Wetherby | Avsnitt: "Supernova: Part 1"            |
| 2006    | Tripping Over              | Julie          | 2 avsnitt                               |
| 2007    | Cape Wrath                 | Kerry          | Avsnitt: "Pilot"                        |
| 2015    | The X Factor (New Zealand) | Herself        | Säsong 2 jury; 1 avsnitt                |

| År   | Titel          | Roll      | Notering              |
| ---- | -------------- | --------- | --------------------- |
| 2010 | Love, Kills xx | Sig själv | Webbserie; 10 avsnitt |